# Reflectòmetre de domini temporal

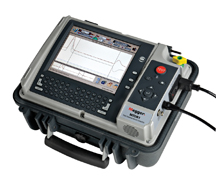
Fotografia d'un TDR del fabricant Megger

Un reflectòmetre de domini temporal, TDR (Time Domain Reflectometer) o reflectòmetre de domini de temps, és un instrument electrònic usat per a diagnosticar i localitzar els defectes en cables metàl·lics (per exemple, els parells trenats de coure, cables coaxials) i, en xarxes de fibra òptica (amb un altre tipus anomenat OTDR). Són imprescindibles per a la conservació i manteniment de línies de telecomunicació. Amb ells es poden detectar augments dels nivells de la resistència en connexions i connectors que es corroeixen, i disminució d'aïllament per degradació i absorció de la humitat, etc. Els TDRS són instruments també molt útils per a mesures de manteniment, on ajuden a determinar l'existència i la ubicació d'empalmaments de cable. Les aplicacions noves de TDX inclouen aïllar els punts d'error.

## Fonament

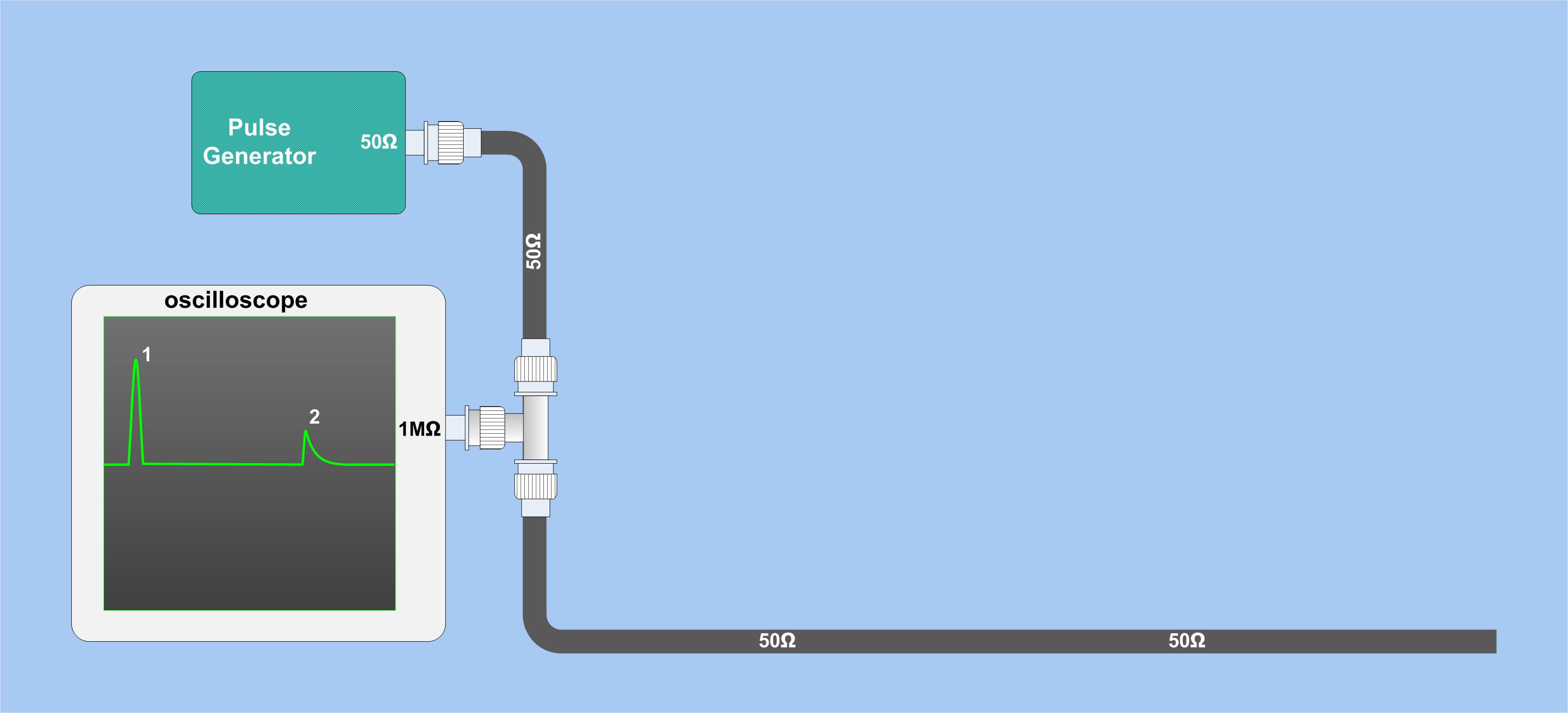
Principi de funcionament d'un TDR

Un TDX emet un impuls molt curt en el temps (semblant a l'impuls que enviat un Radar). Si el conductor és d'una impedància uniforme i està apropiadament acabat, l'impuls transmès s'absorbirà en la terminació final i no es reflectirà cap senyal de tornada cap al TDX. En canvi, si hi ha discontinuïtats d'impedància, cada discontinuïtat crearà un eco que es reflectirà cap al TDX (d'aquí el seu nom). Els augments en la impedància creen un eco que reforça l'impuls original, mentre que les disminucions en la impedància creen un eco que s'oposa l'impuls original. El resultat de l'impuls mesurat a la sortida/entrada al TDX es representa o mostra com una funció del temps i, atès que la velocitat de la propagació del senyal és relativament constant per a una impedància donada, pot ser llegit com una funció de la longitud de cable. Això és semblant en el seu funcionament al del radar.
A causa d'aquesta sensibilitat a les variacions en la impedància, un TDX es pot utilitzar per verificar les característiques d'impedància, les ubicacions d'empalmaments i connectors, i les pèrdues associada en un cable, estimant tant la longitud d'aquest, com cada discontinuïtat del cable que serà detectada com un senyal en forma d'eco.

## Indicació de curt
Per veure-ho de forma simple, considerem el cas trivial on l'extrem final del cable es curtcircuita (és a dir, acaba en una impedància de zero ohms). Quan la riba creixent de l'impuls es llança a través del cable, el voltatge en el punt que llança els impulsos arriba a un valor instantani donat, i l'impuls comença a propagar-se a través del cable. Quan l'impuls arriba al curt, no s'absorbeix cap energia a l'extrem final. En comptes d'això, un impuls oposat es reflecteix cap enrere. Quan el reflex oposat arriba al punt de llançament, el voltatge En aquest punt augmenta bruscament, assenyalant que hi ha un curt al final del cable. És a dir, al TDX no té indicació que hi ha un curt al final del cable fins que l'impuls emès hagi viatjat pel cable-aproximadament a la velocitat de la llum - i l'eco hagi tornat a la mateixa velocitat. Després d'aquest temps d'anada i tornada, el curt pot ser detectat pel TDX. Coneixent la velocitat de propagació del senyal en el cable, s'obté d'aquesta manera la distància a la qual es produeix el curt.

## Indicació de circuit obert
Una cosa semblant passa si l'extrem distant del cable és un circuit obert (acaba en una impedància infinita). En aquest cas, el reflex de l'extrem distant es polaritza idènticament a l'impuls original i afegeix el cancel·lant anteriorment. Així que, després d'una demora de viatge d'anada i tornada, el voltatge al TDX salta bruscament a dues vegades el voltatge inicialment aplicat.
Una terminació perfecta teòrica a l'extrem distant del cable, absorbiria enterament l'impuls aplicat sense causar cap reflex. En aquest cas, seria impossible determinar la longitud del cable. Afortunadament, les terminacions perfectes són molt rares i gairebé sempre es produeix algun petit reflex.
La magnitud del reflex s'anomena "coeficient de reflex"; que pot ser relacionat amb la proporció de la impedància nominal del sistema contra la impedància veritable en cada discontinuïtat.